# Denton (Norfolk)
Denton – wieś w Anglii, w hrabstwie Norfolk, w dystrykcie South Norfolk. Leży 21 km na południe od Norwich i 146 km na północny wschód od Londynu.
Miejscowość liczy 352 mieszkańców.